# Auckland (region)
Auckland (maor. Tāmaki-makau-rau) – region administracyjny na nowozelandzkiej Wyspie Północnej.
W 2013 region liczył 1 415 550 mieszkańców, w 2006 – 1 304 961, a w 2001 – 1 160 271. Nie dzieli się na dystrykty.
HDI: 0.935 (very high)